# Ocean Park (Washington)
Ocean Park az Amerikai Egyesült Államok északnyugati részén, Washington állam Pacific megyéjében elhelyezkedő település.
Ocean Park önkormányzattal nem rendelkező, úgynevezett statisztikai település; a Népszámlálási Hivatal nyilvántartásában szerepel, de közigazgatási feladatait Pacific megye látja el. A 2010. évi népszámlálási adatok alapján 1579 lakosa van.
A helység egykor az Ilwaco Railway and Navigation Company keskeny nyomtávú vasútvonala mentén feküdt. Ocean Park egyik legrégebbi épülete az 1887-ben épült Taylor Hotel, amely nevét a tulajdonos feleségéről kapta.

## Népesség
A település népességének változása:
| Lakosok száma | 1459 | 1573 | 1814 |
|               | 2000 | 2010 | 2020 |

## Fordítás
- Ez a szócikk részben vagy egészben  az   Ocean Park, Washington című angol Wikipédia-szócikk ezen változatának fordításán alapul.  Az eredeti cikk szerkesztőit annak laptörténete sorolja fel. Ez a jelzés csupán a megfogalmazás eredetét és a szerzői jogokat jelzi, nem szolgál a cikkben szereplő információk forrásmegjelöléseként.